# Ovunque tu sarai
Ovunque tu sarai è un film del 2017 diretto da Roberto Capucci.
La pellicola ha come protagonisti Ricky Memphis, Francesco Montanari, Primo Reggiani e Francesco Apolloni.

## Trama
Carlo, Francesco, Giordano e Luca detto Loco sono amici da sempre, un'amicizia nata allo stadio dove i quattro seguono da sempre la loro squadra del cuore: la Roma. Loco è un medico "alla Tersilli" sposato e dedito alle conquiste occasionali; Francesco è un architetto che sogna di essere una rockstar e sta per sposarsi con la sua fidanzata; Giordano è figlio di due baristi laziali e ha paura della sua ombra; e Carlo è un avvocato con un segreto da nascondere, anche agli amici più cari. Insieme si preparano a compiere una trasferta a Madrid che è anche l'addio al celibato di Francesco: il mezzo è un vecchio pullmino Volkswagen, ciò che non sanno è che quella gita in Spagna segnerà una svolta nella vita di tutti e quattro.